# Arinsal
Arinsal är en ort i Andorra. Den ligger i parroquian La Massana, i den västra delen av landet. Arinsal ligger 1 465 meter över havet och antalet invånare är 1 419.
Terrängen runt Arinsal är bergig söderut, men norrut är den kuperad. Arinsal ligger nere i en dal. Den högsta punkten i närheten är Planell de Coma Aubosa, 2 143 meter över havet, 1,2 kilometer nordost om Arinsal. Närmaste större samhälle är La Massana, 3,9 kilometer sydost om Arinsal. 
I trakten runt Arinsal växer i huvudsak barrskog och på norra sidan finns kala bergstoppar.